# Diga di Hasanağa
La diga di Hasanağa è una diga della Turchia. Si trova nella provincia di Bursa. Il fiume Hasanağa (Hasanağa  Deresi) è un affluente del fiume Nilüfer